# Epilohmannia imreorum
Epilohmannia imreorum är en kvalsterart som beskrevs av Bayoumi och Sandór Mahunka 1976. Epilohmannia imreorum ingår i släktet Epilohmannia och familjen Epilohmanniidae. Inga underarter finns listade i Catalogue of Life.